# ميخائيل كرافتشوك
ميخائيل كرافتشوك هو لاعب كرة قدم بيلاروسي في مركز الهجوم، ولد في 19 سبتمبر 1991. شارك مع منتخب بيلاروسيا تحت 21 سنة لكرة القدم. أما مع النوادي، فقد لعب مع FC Luch Minsk (2012) ‏.

## وصلات خارجية
- ميخائيل كرافتشوك على موقع قاعدة بيانات كرة القدم.إي يو (الإنجليزية)
- ميخائيل كرافتشوك على موقع Soccerway.com (الإنجليزية)